# Cephalophula zebra
Il cefalofo zebra (Cephalophula zebra Gray, 1838) è un piccolo cefalofo originario delle foreste dell'Africa occidentale. A causa delle forti differenze rispetto alle altre specie di cefalofo, è stato recentemente inserito in un proprio genere monotipico, Cephalophula.

## Descrizione
Chiamato così per le 12-15 bande nere che, come quelle della zebra, scendono giù lungo il dorso, il cefalofo zebra è una piccola antilope dal corpo breve e tozzo; misura 85–90 cm di lunghezza e pesa 9–20 kg. Il colore del mantello varia dal giallo oro chiaro al marrone-rossastro, con le regioni inferiori color crema chiaro. Un'altra sua caratteristica distintiva è la mancanza di un ciuffo sulla fronte, presente in quasi tutte le altre specie di cefalofo. Sia i maschi che le femmine possiedono brevi corna affusolate impiegate per difendere il territorio; sebbene le femmine siano generalmente più grandi dei maschi, questi ultimi possiedono corna più lunghe. I piccoli presentano una colorazione più bluastra degli adulti e strisce più ravvicinate tra loro. Il nome afrikaans duiker, con cui vengono indicati i cefalofi, significa «tuffatore» o «antilope tuffatrice», e si riferisce ai balzi che questi animali compiono nel sottobosco quando vengono disturbati.

## Distribuzione e habitat
Il cefalofo zebra è particolarmente comune nella Liberia centro-orientale, sebbene viva anche in tutta la Sierra Leone e la Costa d'Avorio.
Sembra che questo animale dipenda strettamente dalle foreste primarie di pianura che crescono lungo le valli dei fiumi, ma si incontra anche nelle foreste secondarie e in regioni montuose.

## Biologia
Il cefalofo zebra vive sia da solo che in coppie riproduttive. I membri delle coppie si strofinano spesso le ghiandole odorifere a vicenda, apparentemente per rinforzare il legame di coppia e per comunicare la disponibilità sessuale. Ogni anno viene partorito un unico piccolo, dopo un periodo di gestazione di 221-229 giorni. I piccoli sviluppano la colorazione e le dimensioni degli adulti dopo circa sette-nove mesi, e i maschi raggiungono la maturità sessuale verso i due anni.
La dieta di questo cefalofo diurno consiste prevalentemente di frutti e di una vasta gamma di foglie, gemme, germogli ed erbe. Dal momento che spesso non è in grado di raggiungere i frutti di cui si nutre direttamente dagli alberi, il piccolo cefalofo zebra approfitta di quelli che altri animali che si cibano sugli alberi lasciano cadere sul suolo della foresta.

## Conservazione
Sebbene altre specie di cefalofo siano divenute vulnerabili in seguito alla caccia intensiva, non sembra che questo fattore costituisca una significativa minaccia per la sopravvivenza del cefalofo zebra, probabilmente per il fatto che questa specie elusiva viene avvistata solo raramente dall'uomo. La principale minaccia per la sua esistenza, così come per quella di molte altre specie africane, è la perdita dell'habitat dovuta alla deforestazione. Nel 1999 la popolazione del cefalofo zebra venne stimata sui 28.000 esemplari, ma da allora è andata progressivamente declinando.